# Кабинет министров (Российская империя)
Кабине́т мини́стров — верховный государственный орган, образованный 26 октября (6 ноября) 1731 года указом императрицы Анны Иоанновны. После воцарения Елизаветы Петровны утратил свои полномочия 12 (23) декабря 1741 года и был преобразован в Личную Канцелярию Императрицы. В 1756 году его функции перешли к Конференции при Высочайшем дворе.

## История

### Личный секретариат Анны Иоанновны
Инициатива создания Кабинета министров принадлежит Андрею Остерману. Разработка органа как параллельного Правительствующему сенату учреждения велась в 1730 году. Иностранные дипломаты при императорском дворе сообщали о создании «Кабинета или частного совета» за год до его официального оформления; на тайное существование Кабинета министров также указывали доклад Правительствующего сената от декабря 1741 года и подчинение Кабинету Соляной конторы 10 августа 1731 года. Официально Кабинет был учреждён тремя указами Анны Иоанновны: от 18 октября (доклад Сенату о том, что министры будут сообщать о государственных делах императрице), 6 ноября (приказ Сенату сообщить о создании Кабинета остальным органам центральной власти) и 10 ноября (определение полномочий Кабинета) 1731 года, первые два являлись секретными, третий — открытым для общественности. Такая задержка в правовом оформлении органа, согласно Артему Фаизову, была вызвана непопулярностью Верховного тайного совета среди российского дворянства. В документе не были указаны ни распорядок заседаний кабинет-министров, ни права и обязанности Кабинета. Подобная неточность в формулировках была обоснована тем, что Анна Иоанновна не хотела привлекать внимание к факту создания нового государственного органа. Его составляли три человека. Кабинет был изначально создан, чтобы помогать императрице вести государственную политику и быть её канцелярией ― в полномочия министров входили передача желаний и решений Анны Иоанновны и предоставление ей официальных документов. Дарья Кривова отмечает, что Кабинет министров представляет собой типовой совещательный орган эпохи абсолютной монархии. Первыми кабинет-министрами стали Алексей Черкасский, Андрей Остерман и Гавриил Головкин. Несмотря на то, что состав Кабинета впоследствии изменялся, ключевым его членом оставался Андрей Остерман.
В 1730―1732 годах Кабинет министров представлял собой секретариат Анны Иоанновны, которая с его помощью исполняла отдельные поручения, контролировала деятельность властных структур и чиновников, назначала и увольняла должностных лиц, утверждала нормативные акты о «высшей милости», флоте и армии, а также решала административно-полицейские задачи и экономические проблемы. Кабинет-министры также распоряжались имуществом императрицы и удовлетворяли её потребности. В этот период Кабинет старался не вмешиваться в дела других государственных органов. С осени 1731 года к полномочиям Кабинета добавился надзор над деятельностью и финансовой отчётностью иных государственных органов, так, 6 ноября 1731 года из Правительствующего сената в Кабинет были посланы именные указы Анны Иоанновны, копии наиболее важных правительственных документов (например, резолюций или Табели о рангах), регламенты всех органов власти, а также реестры нерешённых судебных дел. Чтобы измерить эффективность деятельности государственных структур и изучить российское законодательство, Анна Иоанновна 11 ноября постановила присылать в Кабинет из Сената и Синода, канцелярий и коллегий ежемесячные отчёты. С 30 декабря 1731 года государственные структуры были также обязаны вместе с отчётами отправлять сведения о решённых и нерешённых делах, что увеличивало компетенции Кабинета министров по сравнению с иными центральными органами, потому что кабинет-министры могли контролировать любые государственные дела, а не только судебные, за которые члены Кабинета были ответственны изначально.
К ведению органа Артем Фаизов также относит финансовую политику (подсчёт душ, внесённых в ревизские сказки, решения по поступавшим в Кабинет документов о составлении государственной окладной книги, о доходах и расходах государственного бюджета, и иные обязанности), некоторые судебные функции (кабинет-министры назначали следственные комиссии либо вели следствие и судили обвиняемых самостоятельно) и подготовку законов. Задачи и функции Кабинета министров определялись его членами в процессе деятельности органа, что было вызвано, вероятно, отсутствием понимания создателей Кабинета, как совместить старую петровскую систему во главе с Правительствующим сенатом с желанием Анны Иоанновны и её окружения участвовать в управлении государством. Внешняя политика в делопроизводстве раннего Кабинета министров не играла большого значения. Так, в документации Кабинета 1731―1733 годов, были указаны лишь упоминания о докладах Анне Иоанновне и чтениях ей реляций российских дипломатов. Возможно, Анна вела важнейшие иностранные дела вне Кабинета, например, через посредничество Андрея Остермана, а менее значимые вопросы решала Коллегия иностранных дел. Согласно историку Игорю Курукину, основными внешнеполитическими решениями и приёмами иностранных послов занимались Карл Густав Лёвенвольде и Эрнст Иоганн Бирон. В феврале 1732 года Кабинету министров была подчинена Медицинская канцелярия, в июле того же года кабинет-министры начали контролировать недорослей и отставных офицеров. Несмотря на большой круг компетенций, ранний Кабинет министров осуществлял только общее руководство государственными структурами: малочисленному органу было тяжело справляться со всеми задачами. Страной управлял Правительствующий сенат.

### Государственный институт
В 1732―1733 годах начался процесс превращения Кабинета министров из личного секретариата Анны Иоанновны в государственный институт, выражавший её волю и являвшийся посредником между монархом и остальными центральными органами. И, несмотря на то, что императрица имела права объявлять распоряжения и с помощью своих приближённых, подавляющее большинство административных документов, включая законопроекты, согласовывались в Кабинете. Министры пока не могли подписывать документы собственноручно, но уже в 1732 году появляются сведения об устных именных указах «за подписанием руки» членов Кабинета (при этом в 1731―1732 годах все императорские указы, исходившие из Кабинета, подписывались Анной Иоанновной лично, а указания на принадлежность указов к Кабинету отсутствовали). Если в ранний период Анна часто присутствовала на заседаниях Кабинета министров (документы утверждают, что она побывала на 31 совещании из 50-ти), то с 1732 года она уменьшила число своих визитов в Кабинет, и в 1733 году полностью прекратила посещение заседаний.
В 1732 году в Правительствующий сенат и в другие органы начали поступать документы кабинет-министров, чья самостоятельность стала повышаться с 1733 года. Например, 30 апреля 1733 года Кабинет министров приказал Сенату назначать воевод и секретарей, однако именно Кабинет должен был одобрять кандидатов на должности (при этом, через девять месяцев такие компетенции вернулись к сенаторам). В том же году Алексей Черкасский и Андрей Остерман начали подписывать рескрипты и «предложения Сенату». С января 1734 года органу стала подотчётна Главная полицмейстерская канцелярия, а кабинет-министры уже подписывали указы за именем Анны Иоанновны. В июне 1735 года Кабинет начал контролировать Тайную канцелярию. Подчинение Кабинету полицейских органов и подписание государственных документов министрами стали предпосылками к появлению новой системы, закреплённой указом от 9 июня 1735 года, приравнивавшим подписи трёх кабинет-министров к подписи Анны Иоанновны. Де-факто, министры подписывали акты вместо императрицы и ранее, а сам указ был формально оформлен как прекращавший использование словесных именных указов. Иногда документы подписывали только два кабинет-министра или один из них.
Члены Кабинета использовали атрибуцию «подписали гг. министры». С 1735 года количество документов, подписанных императрицей, сократилось, однако Кабинет, в отличие от Верховного тайного совета, на протяжении всего своего существования выполнял роль лишь поддержки монарха в проведении внутренней и внешней политики, и Анна Иоанновна всё ещё выполняла общее руководство работой органа, но часто предпочитала не вмешиваться в дела Кабинета. При этом ввиду отсутствия стенограмм заседаний министров невозможно как проследить за ходом обсуждения той или иной проблемы, так и установить личный вклад каждого члена Кабинета. После 1735 года Кабинет министров продолжал выступать в качестве коллективного секретаря Анны Иоанновны, объяснявшего ей наиболее важные государственные вопросы, а также был способен самостоятельно принимать решения, так как являлся представителем власти монарха. В бюрократической иерархии Кабинет министров стоял выше Правительствующего сената и в целом занимал самое высокое место, равное Верховному тайному совету. При этом компетенции Кабинета были настолько широки, что высший орган фактически заведовал всеми вопросами в Российской империи. Документы, издававшиеся органом, можно разделить на три группы: административные акты, составлявшие большинство указов, высшие судебные решения и законы, которых было в меньшинстве. В 1736―1738 годах кабинет-министры бо́льшую часть времени уделяли внешней политике России. Кроме того, с 1735 года Кабинет начал регулировать конфликты между Сенатом и подчинёнными ему органами.
Ввиду больших полномочий центральные органы отправляли в Кабинет доклады о вопросах, которые министры считали малозначительными; вследствие этого в 1737 году Кабинет министров выпустил распоряжение, что «впредь бы доношения подаваны были со мнением, а не без мнениев». В том же году кабинет-министры начали руководить военной кампанией в Русско-турецкой войне 1735―1739 годов и решать финансовые вопросы, связанные с ней: экономия средств и поиск новых источников дохода (например, инородцы были обложены двойным окладом), составление государственной окладной книги и сбор недоимок, попытки добиться наибольшей выгоды при продаже государственных товаров, регулирование финансовой отчётности, а также выполнение аудиторских и счётных функций. Весной 1737 года Кабинет министров выпустил ряд указов, призванных увеличить оперативность государственных органов (указ от 12 апреля «содержать без выпуска под караулом» членов Камер-коллегии и Полицмейстерской канцелярии, частые вызовы в Сенат членов государственных органов для выговора) и упорядочить делопроизводство (например, указ от 25 мая составлять денежные счета по единой форме).

### При Анне Леопольдовне
Во время правления Анны Леопольдовны под влиянием Миниха Кабинет был разделен на 3 департамента:
- граф Бурхард Христофор Миних в звании первого министра заведовал армией, кадетским корпусом и делами по Ладожскому каналу;
- граф Андрей Иванович Остерман — внешними сношениями и флотом;
- князю Черкасскому Алексею Михайловичу и графу Михаилу Гавриловичу Головкину предоставлялось «все то, что касается до внутренних дел по сенату и синоду, и о государственных по камер-коллегии сборах и других доходах, о коммерции, о юстиции и о прочем, к тому принадлежащем».

Отдельные кабинет-министры, заведуя своими департаментами, единолично решали дела в них, сообщая лишь «для согласования» своё мнение другим министрам. Только особо важные дела должны были решаться общим советом. В новом своём виде Кабинет просуществовал недолго: вслед за вступлением на Престол Елизаветы Петровны он был упразднён указом от 12 (23) декабря 1741 года

### Историография
Несмотря на то, что в российской историографии Кабинет министров предстаёт как всесильное объединение знати при слабом правителе, а его деятельность и полномочия представляются неизменными за всё время существования органа, некоторые учёные попытались выделить периоды в истории существования Кабинета. Так, Александр Филиппов разделял время существования органа на три этапа: период расширения компетенций Кабинета (1730 год — 9 июня 1735 года), уравнение Кабинета в правах Верховному тайному совету (9 июня 1735 года — 1740 год) и разделение органа на департаменты (1740—1741 годы), при этом границы данных периодов не были аргументированы. Василий Строев выделил два этапа развития Кабинета: до и после указа 9 июня 1735 (подобие личной канцелярии Петра I и верховенство в иерархии государственных учреждений соответственно), однако учёный отмечал, что полномочия Кабинета министров и до 1735 года были большими, чем у канцелярии Петра, а в совместной работе с Павлом Варыпаевом фактически отказался от своих слов, заявив, что Кабинет министров имел больше общих черт с Верховным тайным советом, чем с кабинетом Петра. Современная исследовательница Елена Савельева считает, что доминирующей линий в развитии полномочий Кабинета необходимо считать их универсализацию, и разделяет существование органа на три промежутка: тайное существование Кабинета (1730 год ― октябрь 1731 года), совмещение Кабинетом функций личной канцелярии Анны Иоанновны и высшего органа власти (октябрь 1731 года ― июнь 1735 года) и период расцвета, при котором политическая линия управления полностью формируется в Кабинете (1735―1740 годы); однако Артем Фаизов отмечает, что Елена Савельева не упоминает последовательность и причину получения Кабинетом новых полномочий и не рассматривает его существование после смерти императрицы; кроме того, Кабинет министров и до 1735 года был органом, определяющим направление политики Анны Иоанновны.

## Состав
Кабинет состоял из трёх кабинет-министров (из двух — с 6 (17) апреля 1736 по 3 (14) февраля 1738, с 12 (23) апреля 1740 по 18 (29) августа 1740, после 25 ноября (6 декабря) 1741, и из четырёх — с ноября 1741 года по 3 (14) марта 1741). В него постоянно входили А. И. Остерман и А. М. Черкасский, а также, сменяя друг друга, Г. И. Головкин, П. И. Ягужинский, А. П. Волынский, А. П. Бестужев-Рюмин, М. Г. Головкин и Х. А. Миних (последний — четвёртым кабинет-министром).
Кабинет-министры в хронологическом порядке:
- Остерман, Андрей Иванович — с 10 (21) ноября 1731 по 12 (23) декабря 1741;
- Черкасский, Алексей Михайлович — с 10 (21) ноября 1731 по 12 (23) декабря 1741;
- Головкин, Гавриил Иванович — с 10 (21) ноября 1731 по 20 (31) января 1734;
- Ягужинский, Павел Иванович — с 20 (31) января 1734 по 6 (17) апреля 1736 (скончался на посту кабинет-министра);
- Волынский, Артемий Петрович — с 3 (14) февраля 1738 по 12 (23) апреля 1740 (арестован);
- Бестужев-Рюмин, Алексей Петрович — с 18 (29) августа 1740 по 8 (19) ноября 1740 (арестован);
- Миних, Бурхард Кристоф — вскоре после 8 (19) ноября 1740 по 3 (14) марта 1741;
- Головкин, Михаил Гаврилович — вскоре после 8 (19) ноября 1740 по 25 ноября (6 декабря) 1741 (арестован).

### Комментарии
1. ↑  От министров требовалось приезжать в место заседания Кабинета два или больше раза в неделю, при этом указ не описывал конкретные дни заседаний[4].